# Grön törnskatsvireo
Grön törnskatsvireo (Vireolanius pulchellus) är en fågelart i familjen vireor.

## Utseende
Grön törnskatsvireo är en knubbig grön tätting, med gul strupe och kraftig grå näbb. Den har även turkosblå hjässa, men det kan vara svårt att se när den rör sig uppe i träden. Ytligt sett liknar den finken blåkronad klorofonia, men denna är mycket mindre med knubbigare näbb och gulare buk.

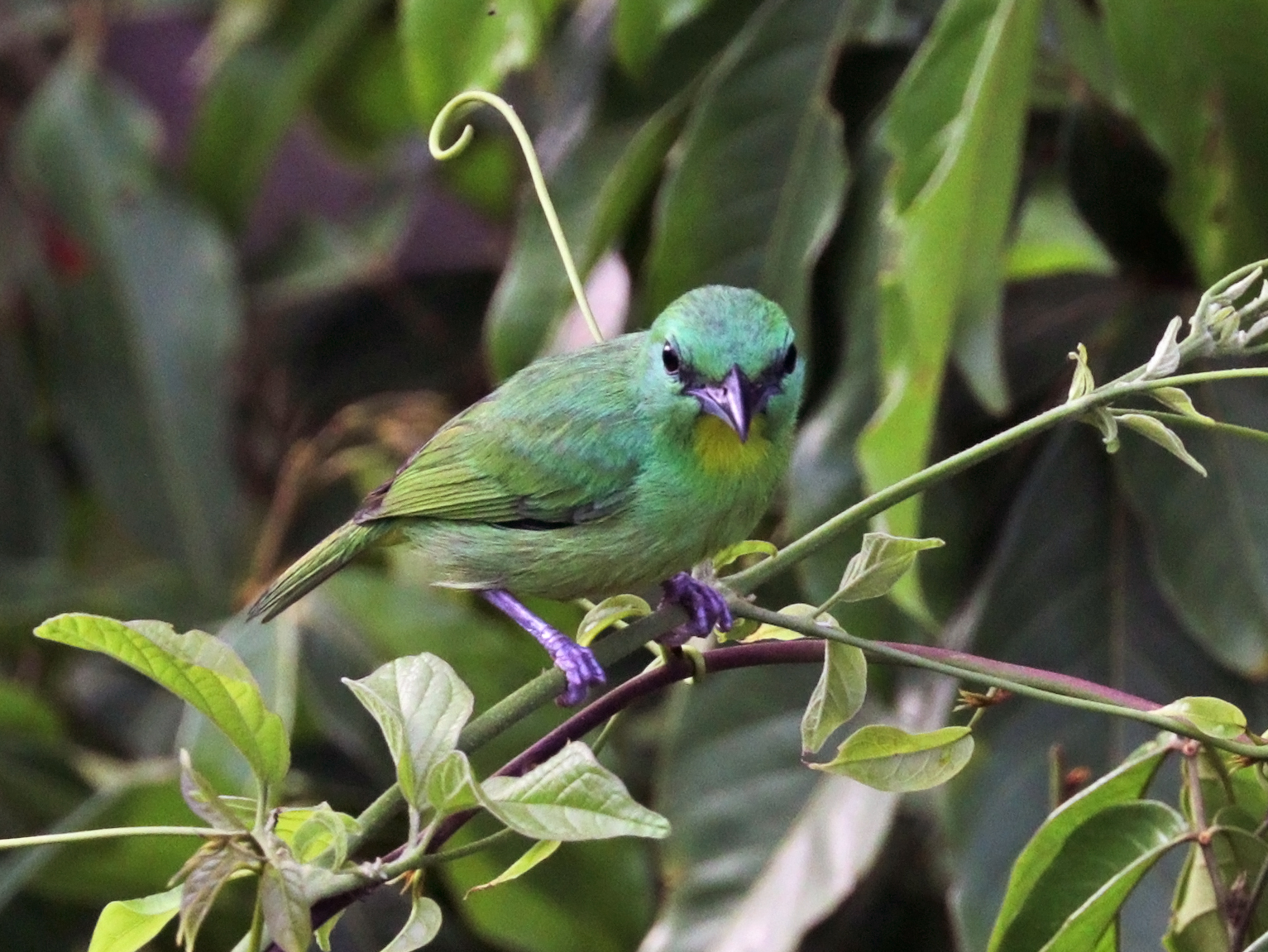

## Utbredning och systematik
Fågeln förekommer i Mellanamerika, från Colombia till Mexiko. Den delas in i fyra underarter med följande utbredning:
- Vireolanius pulchellus ramosi – sydöstra Mexiko (Veracruz, Oaxaca och norra Chiapas)
- Vireolanius pulchellus pulchellus – låglänta områden som vetter mot Karibien i sydöstra Mexiko, Belize, Guatemala och Honduras; även utmed Stillahavssluttningen i sydvästra Mexiko (Chiapas), Guatemala och El Salvador
- Vireolanius pulchellus verticalis – sluttningen mot Karibien i Nicaragua, Costa Rica och västra Panama
- Vireolanius pulchellus viridiceps – Stillahavssluttningen i Costa Rica och västra Panama och båda sluttningarna i centrala Panama

## Levnadssätt
Grön törnskatsvireo hittas i fuktiga städsegröna skogar i tropiska förberg och lågländer. Den rör sig i trädkronorna där dess fjäderdräkt gör den väl kamouflerad. Ofta ses den i artblandade kringvandrande flockar. 

## Status
Fågelns utbredningsområde uppskattas till 370 000 km², och i delar av utbredningsområdet är fågeln så vanligt förekommande att den inte uppnår kriterierna för sårbar utan kategoriseras som livskraftig (LC).